# مسجد جامع درق
مسجد جامع درق مربوط به سده‌های متاخر دوران‌های تاریخی پس از اسلام - سدهٔ دهم ه.ق است و در شهرستان جاجرم، بخش مرکزی، شهر درق، خیابان جمهوری اسلامی واقع شده و این اثر در تاریخ ۶ اسفند ۱۳۸۵ با شمارهٔ ثبت ۱۷۳۸۷ به‌عنوان یکی از آثار ملی ایران به ثبت رسیده است.
شماره ثبت در فهرست نشانه‌های ملی: ۱۷۳۸۷ موقعیت: شهرستان گرمه، شهر درق مسجد جامع درق یکی از آثار ارزشمند مذهبی-تاریخی شهرستان گرمه قلمداد می‌شود که در دوره صفوی ساخته شده‌است. این مسجد کوچک با الگوی ساختمانی گذشتگان و چینه‌های خشت و گل ساخته شده و سقف آن با مجموعه‌ای از قوسهای ضربی پوشش یافته‌است. در وسط بنا چهار ستون درشت چهارگوش وجود دارد که پایه‌های گنبد بزرگ مرکزی بر روی آنها قرار گرفته‌است.